# Evelyn Boscawen (7e vicomte Falmouth)
Evelyn « Star » Boscawen (24 juillet 1847 - 1er octobre 1918), 7e vicomte Falmouth (en), est un général et homme politique britannique.

## Biographie
Il est membre de la Chambre des lords de 1889 à 1918.

## Source de la traduction
- (en) Cet article est partiellement ou en totalité issu de l’article de Wikipédia en anglais intitulé « Evelyn Boscawen, 7th Viscount Falmouth » (voir la liste des auteurs).